# Aeroport de Dublín
L'Aeroport de Dublín (en anglès: Dublin Airport; en gaèlic irlandès: Aerfort Bhaile Átha Cliath) (codi  IATA: DUB - codi ICAO: EIDW), està situat en la localitat de Collinstown, a 10 km al nord de Dublín, Irlanda). És el principal aeroport del país: el 2019 (l'any amb més passatge) hi van passar 32,9 milions de passatgers., la majoria dels quals provenien de vols internacionals.
Serveix com a centre d'operacions de les companyies irlandeses Aer Lingus i Ryanair.
L'única Aerolínia espanyola que opera és Iberia Express.

## Terminal 1
L'actual edifici de la Terminal 1 es va obrir originalment el 1972, i al principi va ser dissenyat per a utilitzar cinc milions de passatgers l'any. El disseny original incloïa un segon moll, el qual hauria estat idèntica a la forma de decàgon - actual al moll d'embarcament B, però això mai va ser construït. La Terminal 1 s'ha ampliat i millorat al llarg de les dues últimes dècades amb regularitat. L'octubre de 2007, un nou moll dissenyat per Larry Oltmanns, mentre que el director de disseny de l'oficina de Londres de Skidmore, Owings & Merrill, que també va dissenyar els gràfics per al seu interior, va ser obert al nord de la terminal 1. Aquest moll és apte per a la majoria de vols de Ryanair. El 2009, es va afegir una nova ampliació amb nous aliments i els punts de venda al costat de la Terminal 1. La Terminal 1 és actualment la llar de tots els vols de curt recorregut, a excepció dels d'Aer Lingus. Air Canada i Air Transat són els únics operadors de llarga distància amb base a la Terminal 1 cada un que ofereixen serveis de temporada fins al maig de 2014, quan la nova aerolínia de baix cost d'Air Canada Rouge començarà any diària ronda Toronto- Dublín. A partir del 2012, la Terminal 1 i ofereix internet Wi-Fi de lliure accés.

## Terminal 2
La Terminal 2 són uns 75.000 m2 de terminal (810.000 peus quadrats) i el moll (pier E), que disposa de 19 passarel·les d'embarcament per a avions i és capaç de manejar 15 milions de passatgers a l'any, el que permet a l'aeroport atendre 35 milions de passatgers l'any. El projecte va ser dissenyat per Pascall + Watson arquitectes i el cost total s'estima en 600 milions d'euros. Està previst una altra moll (pier F) que es construirà al sud de la terminal 2 quan sigui necessari. La majoria dels transportistes de llarga distància s'han traslladat a la Terminal 2, incloent-hi Aer Lingus, que ha tornat a posar totes les seves operacions principals. La Terminal 2 també compta amb el centre d'immigració precertificació EUA que va ser allotjat prèviament a la Terminal 1. La construcció de la Terminal 2 es va iniciar l'1 d'octubre de 2007, i va ser inaugurat oficialment el 19 de novembre de 2010 pel llavors Primer Ministre irlandès Brian Cowen. Quan es va encarregar el projecte semblava una inversió raonable; no obstant això, després de l'obertura el projecte ha estat objecte de crítiques significatives, ja que s'ha obert en un moment en què el trànsit aeri a l'aeroport de Dublín ha patit reduccions significatives. En l'actualitat les següents línies operen des de la Terminal 2: Aer Lingus, American Airlines, Delta Air Lines, Emirates, Etihad Airways, United i US Airways.

#### Estadístiques
| Any | Passatgers | Variació % |
| --- | ---------- | ---------- |
| 1998 | 11,641,100 | –          |
| 1999 | 12,802,031 | 09.9       |
| 2000 | 13,843,528 | 08.1       |
| 2001 | 14,333,555 | 03.5       |
| 2002 | 15,084,667 | 05.2       |
| 2003 | 15,856,084 | 05.1       |
| 2004 | 17,138,373 | 08.1       |
| 2005 | 18,450,439 | 07.7       |
| 2006 | 21,196,382 | 014.9      |
| 2007 | 23,287,438 | 09.9       |
| 2008 | 23,466,711 | 00.8       |
| 2009 | 20,503,677 | 012.6      |
| 2010 | 18,431,064 | 010.1      |
| 2011 | 18,740,593 | 01.7       |
| 2012 | 19,099,649 | 01.9       |
| 2013 | 20,166,783 | 05.6       |
| 2014 | 21,711,967 | 07.7       |
| 2015 | 25,049,319 | 015.4      |
| 2016 | 27,907,384 | 011.4      |
| 2017 | 29,582,308 | 06.0       |
| 2018 | 31,495,604 | 06.5       |
| 2019 | 32,907,673 | 04.0       |
| 2020 | 7,267,240  | 077.8      |
| 2021 | 8,266,271  | 013.7      |
| 2022 | 27,787,556 | 0236.2     |
| Font de les dades: 1998–2001 – Aer Rianta 2002–2006 – DAA 2007–2011 – DAA 2012–2016 – DAA 2017–2018 – DAA 2019 - RTE 2020 - CSO 2021-2022 - CSO |            |            |

## Metro North
La gent serà capaç de sortir a l'aeroport utilitzant el metro de Dublín. Això és per ser completat al voltant de 2014